# 刚毛小果微孔草
刚毛小果微孔草（学名：Microula pustulosa var. setulosa）是紫草科微孔草属小果微孔草的变种。分布于中国大陆的西藏等地，生长于海拔4,200米至4,300米的地区，多生于山坡砾石地，目前尚未由人工引种栽培。